# Gérard Couderc
Gérard Couderc, né le 20 juin 1931 à Toulouse (Haute-Garonne) et mort le 27 décembre 2016 dans le 14e arrondissement de Paris, est un acteur français.

## Biographie
Il est spécialisé dans les seconds rôles, au cinéma et à la télévision.
Il vécut à Montrouge.

## Filmographie
- 1975 : Les Demoiselles à péage de Richard Balducci : Gustave
- 1975 : La Mort d'un touriste, mini-série : Beaumont
- 1975 : La Pipe au bois de Maxime Debest
- 1976 : La vérité tient à un fil, série : le fabricant
- 1976 : Destinée de Monsieur de Rochambeau de Daniel Le Comte : l'intendant
- 1976 : Nick Verlaine ou Comment voler la tour Eiffel, série : Enrico Caruso
- 1976 : Le Cœur au ventre, série
- 1976 : L'Homme de sable, téléfilm de Jean-Paul Carrère
- 1976 : Bartleby de Maurice Ronet : un déménageur
- 1977 : La lune papa, série
- 1977 : Désiré Lafarge, série, épisode « Désiré Lafarge prend le train » : le facteur
- 1977-1983 : Les Enquêtes du commissaire Maigret, série, épisodes « Maigret, Lognon et les gangsters », « Au rendez-vous des Terre-Neuvas », « Maigret et Monsieur Charles », « Maigret et les témoins récalcitrants » et « Maigret s'amuse » : le patron de Gardon / un flic / le barman
- 1977 : Les Queutardes de Dominique Goult
- 1977 : Marche pas sur mes lacets de Max Pécas
- 1978 : Les Eygletière (mini-série) : Heurtier
- 1978 : Le Mutant, mini-série : le directeur du centre
- 1978 : Le Temps des as (mini-série) : le brigadier Avord
- 1978-1981 : Histoires de voyous, série, « Les Marloupins » : l'employer municipal
- 1979 : Les Amours de la Belle Époque, série, épisode « Crapotte » : un passager du métro
- 1980 : Les Dossiers de l'écran, émission TV, épisode « Un grand fossé » : Roger Mérigaud
- 1980 : Les Cinq Dernières Minutes, série, épisode « Un parfum d'Angélique » : le pêcheur
- 1980 : Mais qu'est-ce que j'ai fait au bon Dieu pour avoir une femme qui boit dans les cafés avec les hommes ? de Jan Saint-Hamont
- 1980 : Inspecteur la Bavure de Claude Zidi : un inspecteur
- 1981 : L'inspecteur mène l'enquête, série, épisode « Marché de dupes »
- 1981 : La Vie des autres, série, épisode « Vasco » : Urbano
- 1981 : Raspail ou La passion de la république, téléfilm : Maître Crémieux
- 1981 : La Double Vie de Théophraste Longuet, mini-série, épisode « Le Mystère » : rédacteur
- 1982 : Le Voyageur imprudent, téléfilm de Pierre Tchernia : un gardien
- 1982 : Les femmes préfèrent les grosses de Jean-Luc Brunet : Raoul
- 1982-1983 : Les Brigades du Tigre, série, épisodes « Le vampire des Karpates » et « Rita et le caïd » : le paysan / le gardien de la nuit
- 1982-1989 : Commissaire Moulin, série, épisodes « Une promenade en forêt » et « Paris 18 » : l'ambulancier
- 1983 : Le Bourreau des cœurs de Christian Gion : le sosie de Mussolini
- 1984 : À pleins sexes de Michael Goritschnig : Maton
- 1984 : Les Ripoux de Claude Zidi : le boucher
- 1985 : Brigade des mœurs de Max Pécas
- 1985 : Contes clandestins de Dominique Crèvecoeur
- 1985 : Stradivarius de Jacques Kirsner
- 1985 : Châteauvallon, série
- 1986 : L'Exécutrice de Michel Caputo
- 1986 : L'Affaire Marie Besnard, mini-série d'Yves-André Hubert
- 1986 : Médecins de nuit, série, épisode « Marie-Charlotte » : l'homme malade au cabaret russe
- 1988 : Fréquence meurtre d'Élisabeth Rappeneau : M. Fremont
- 1992 : Vagabond d'Ann Le Monnier : le nouveau locataire de la maison
- 1995 : Le Roi de Paris de Dominique Maillet : patron de Boulard
- 1997 : Black Dju de Pol Cruchten : le manager boxe
- 2000 : Jet Set de Fabien Onteniente
- 2002 : Une maison dans la tempête de Christiane Lehérissey